# Adicella longiramosa
Adicella longiramosa är en nattsländeart som beskrevs av Yang och Morse 2000. Adicella longiramosa ingår i släktet Adicella och familjen långhornssländor. Inga underarter finns listade i Catalogue of Life.